# 周昌贡
周昌贡（1952年3月—），男，湖南汨罗人，中华人民共和国政治人物。中共中央党校在职研究生班政治经济学专业毕业，中央党校研究生学历。

## 生平
1972年12月加入中国共产党。曾任湖南省经济委员会副主任；岳阳市人民政府副市长、常务副市长、代市长、市长；湖南省烟草专卖局局长、党组书记等职。2003年5月起任湖南中烟工业公司（2007年11月更名湖南中烟工业有限责任公司）总经理、党组书记。2013年12月20日被双规。